# Sister Act 2: Back in the Habit
Sister Act 2: Back in the Habit (prt: Do Cabaré para o Convento 2 ou Do Cabaré para o Convento II; bra: Mudança de Hábito 2 - De Volta ao Convento, Mudança de Hábito 2 - Mais Loucuras no Convento ou Mudança de Hábito 2 - Mais Confusões no Convento) é um filme norte-americano de 1993, do gênero comédia musical, dirigido por Bill Duke. Trata-se da continuação de Sister Act, lançado um ano antes, ambos estrelados por Whoopi Goldberg no papel de Deloris Van Cartier / Irmã Mary Clarence. 
Maggie Smith, Kathy Najimy, Wendy Makkena e Mary Wickes também reprisam seus papéis do filme anterior.

## Enredo
Quando uma escola pública dirigida pelas freiras de São Francisco (Califórnia) é ameaçada de ser fechada devido ao péssimo comportamento de seus alunos, a Madre Superiora (Maggie Smith) decide convocar a cantora Deloris (Whoopi Goldberg) para dar aulas de música, formar um coro e tentar mudar a vida dos alunos. Ela, então, abandona seus shows em Las Vegas e se disfarça novamente de Irmã Mary Clarence para assumir a nova missão e ajudar as colegas. Batalhadora e pulso firme, Deloris monta um coral com os jovens mais rebeldes do lugar e desperta neles a vontade de lutar pelo colégio.

## Elenco
- Whoopi Goldberg - Deloris Van Cartier / Irmã Mary Clarence
- Lauryn Hill - Rita Louise Watson
- Kathy Najimy - Irmã Mary Patrick
- Wendy Makkena - Irmã Mary Robert
- Mary Wickes - Irmã Mary Lazarus
- Maggie Smith - Madre Reverenda
- Barnard Hughes - Padre Maurice
- James Coburn - Sr. Crisp
- Michael Jeter - Padre Ignatius
- Brad Sullivan - Padre Thomas
- Thomas Gottschalk - Padre Wolfgang
- Sheryl Lee Ralph - Florence Watson
- Robert Pastorelli  - Joey Bustamante
- Ron Johnson - Richard "Sketch" Pinshum
- Ryan Toby - Ahmal
- Devin Kamin - Frankie
- Tanya Blunt - Tanya
- Alanna Ubach - Maria
- Jennifer Love Hewitt - Margaret
- Christian Fitzharris - Tyler Chase
- Mehran Marcos Sedghi - Marcos
- Dionna Brooks-Jackson - Aluna
- Deondray Gossett - Aluno
- David Kater - Aluno
- Valeria Andrews - Aluna
- Monica Calhoun – Aluna
- Deedee Magno Hall – Aluna
- Riley Weston - Aluna
- Patrick Malone - Aluno
- Jermaine Montell - Aluno
- Alex Martin - Aluna

## Trilha sonora
1. Greatest Medley Ever Told – Whoopi Goldberg & The Ronelles
2. Never Should've Let You Go – Hi-Five
3. Get Up Offa That Thing/Dancing in the Street – Whoopi Goldberg
4. Oh Happy Day – St. Francis Choir feat. Ryan Toby
5. Ball of Confusion (That's What the World Is Today) – Whoopi Goldberg & the Sisters
6. His Eye Is on the Sparrow – Tanya Blount & Lauryn Hill
7. A Deeper Love – Aretha Franklin & Lisa Fischer
8. Wandering Eyes – Nuttin' Nyce
9. Pay Attention – Valeria Andrews & Ryan Toby
10. Ode to Joy – Chapman College Choir
11. Joyful, Joyful – St. Francis Choir feat. Lauryn Hill
12. Ain't No Mountain High Enough – Whoopi Goldberg & Elenco

## Recepção
No agregador de críticas dos Estados Unidos Rotten Tomatoes, na pontuação onde a equipe do site categoriza as opiniões da grande mídia e da mídia independente apenas como positivas ou negativas, o filme tem um índice de aprovação de 7% calculado com base em 29 comentários dos críticos.